# Fuerte Olimpo
Fuerte Olimpo es un distrito y capital del departamento de Alto Paraguay. Se encuentra ubicado en el norte del país a orillas del río Paraguay. Dista  760 km de Asunción. Originalmente se llamó Fuerte Borbón, en homenaje a la dinastía reinante en España de la época. Se la conoce también como «la puerta de entrada al Pantanal». 
La ciudad está situada en el extremo este del Chaco sobre la margen derecha del río Paraguay, prácticamente frente al lugar en el que el río Blanco desemboca en el río Paraguay, un lugar que en la actualidad depende de Brasil. Por el norte y por el este, se explayan los inmensos humedales del llamado Gran Pantanal, aunque el casco histórico de Fuerte Olimpo se ubica en una zona relativamente elevada y a resguardo de las inundaciones. Por el lado sudoeste, desde el interior del Chaco, afluye el río Melo, que también desagua sobre el río Paraguay.
Fuerte Olimpo está rodeada de un gran murallón de 4 km de extensión.

## Historia
La ciudad fue fundada por españoles en 1792 con el nombre de Fuerte Borbón por orden del Gobernador Joaquín Alós y Brú, que encomendó al Comandante José Antonio de Zavala y Delgadillo, como parte del dispositivo defensivo que en la región poseía el Virreinato del Río de la Plata dificultando (junto al fuerte de Itapacú) de este modo las incursiones que desde el Brasil efectuaban los bandeirantes portugueses. 
El primer sitio se ubicó en un paraje entre los actualmente brasileños Forte Porto Carrero y el Fecho dos Morros. Para el emplazamiento definitivo del Fuerte Borbón se eligió un punto donde se encontraban cerros que aunque de altura modesta, eran empinados y fácilmente defendibles frente a una especie de "bahía" que en la margen derecha tiene allí el río Paraguay. En el acto de fundación fueron invitados los caciques mbayaes.
Durante el gobierno de Gaspar Rodríguez de Francia comenzó a ser llamado Fuerte Olimpo, quizás porque el cerro principal evocaba al monte Olimpo de la antigüedad clásica, también es en esa época que se estableció en este sector de soberanía paraguaya un puerto franco para el comercio brasileño.

### Guerra de la Triple Alianza
Al inicio de la Guerra de la Triple Alianza el sector al este del río Paraguay en la zona aún estaba en soberanía paraguaya y Fuerte Olimpo fue una de las bases de operaciones para la exitosa ofensiva paraguaya en el Mato Grosso, luego, en 1866 ante la reversión de la situación paraguaya en esa guerra, el Fuerte Olimpo pasó a ser nuevamente un punto defensivo pero cayó en poder de los brasileños al concluir la contienda, ante esto la Argentina reclamó el Fuerte Olimpo y toda la zona hasta del Chaco Boreal hasta la llamada Bahía Negra, sin embargo, cuando Brasil desalojó el Paraguay, la Argentina cesó con sus reclamos.
Después del año 1870 el área pasó a latifundistas que talaron los quebrachales utilizando mano de obra indígena en la práctica esclavizada, ese período inició el llamado «ciclo del tanino» y dio lugar a que se establecieran algunas industrias de curtiduría, a medida que se deforestaba los latifundios eran dedicados a una ganadería extensiva de vacunos apropiadas para el clima tropical, esto dio lugar a que Fuerte Olimpo se tranformara en un puerto fluvial dedicado a la exportación de productos forestales y ganaderos con poca elaboración

### Guerra del Chaco
Durante la Guerra del Chaco, Fuerte Olimpo sufrió el año 1933, fuertes ataques por parte de la Fuerza Aérea Boliviana (FAB). Ese año, los aviones bolivianos de combate, partieron de su base aérea (ubicada en el Fortín Muñoz) con rumbo a Fuerte Olimpo. Cuando llegaron, bombardearon y ametrallaron a la población, causando varios muertos y heridos.
Además de Fuerto Olimpo, la aviación boliviana había bombardeado también a las poblaciones de  Bahía Negra, Puerto Pinasco, Puerto Casado,  y Concepción, los cuales sufrieron también las consecuencias de los ataques aéreos, con varios muertos y heridos.
Bolivia siempre enfatizó sus pretensiones sobre los puertos paraguayos cercanos al Río Paraguay. Cabe recordar también, que la débil presencia en la región de la Fuerza Aérea Paraguaya durante aquella época, motivó que Bolivia se atreviera a bombardear todas estas poblaciones.
Durante toda la guerra, Fuerte Olimpo se convirtió en una base bélica para el ejército paraguayo. 
Al finalizar la guerra, la población se vio empobrecida e incluso mermada (muchos varones perecieron en el conflicto). 
Por otra parte se desarrolló una pequeña industria casi artesanal de tejas de palma y ladrillos. Otro factor para el desarrollo (modesto) de la economía local fue la declaración de esta población como centro administrativo del departamento del Alto Paraguay.

## Geografía
Se trata de una llanura que no sobrepasa los 300 m s. n. m. Existen ondulaciones esporádicas y las tierras son fértiles para la agricultura y la ganadería. En la zona se encuentra la Laguna Capitán. Fuerte Olimpo está ubicada entre dos colinas bajas, en una está el Fuerte Bordón y en la otra, la Catedral de María Auxiliadora.
Los cerros 3 hermanos son elevaciones en la zona, en la cima del cerro del medio es posible divisar los palmares de caranday en Paraguay y los humedales del Pantanal del Nabileque y la Sierra de Bordón en Brasil.

### Clima
El clima es tropical, con una máxima de 45 °C en verano, y una mínima de 9 °C en invierno. La media es de 25 °C. Se presentan largas sequías seguidas de torrenciales lluvias. El clima de Fuerte Olimpo puede ser clasificado como clima tropical de sabana (Aw), de acuerdo con la clasificación climática de Köppen.

## Demografía
Fuerte Olimpo cuenta con 4586 habitantes, según datos oficiales del censo paraguayo de 2022.

### Barrios
Fuerte Olimpo se divide en un total de 12 barrios, de los cuales 8 se hallan en la zona rural y 4 en la zona urbana.
| 1  | San Miguel          |
| 2  | Don Bosco           |
| 3  | María Auxiliadora   |
| 4  | San Blas            |
| 5  | Ribera Olimpo       |
| 6  | Toro Pampa Este     |
| 7  | Toro Pampa Oeste    |
| 8  | Yaguareté Corá      |
| 9  | María Auxiliadora 2 |
| 10 | Corralito           |
| 11 | Florida             |
| 12 | Teniente Martínez   |

## Economía
La principal actividad de la zona es la ganadería vacuna, realizada principalmente con razas que tienen aportes genéticos del cebú (ej. brahman, brangus etc.). Aunque desde fines del siglo XX también se ha desarrollado la agricultura con soja en detrimento de la silvicultura (las forestas se ven actualmente muy amenazadas), el río Paraguay y sus afluentes son ricos en pesca, pero también padecen de una mala gestión por parte de los humanos por lo cual la pesca y la fauna fluvial en general como los arirays -nutrias gigantes-, yacarés, carpinchos, se ven muy amenazadas.
El área de Fuerte Olimpo tiene un natural atractivo turístico destacándose aún en el 2010 el turismo de aventura, procedente principalmente de Europa y América del Norte.
Los recursos de la zona se exportan por vía fluvial, a través de distintos puerto ubicados a orillas del río, entre los cuales, además del propio Fuerte Olimpo, destacan los siguientes:
- Puerto Triunfo (Colombia)
- Puerto Esperanza
- Puerto Leda
- Puerto Lidia
- Puerto María Elena
- Puerto Boquerón
- Puerto Guaraní
- Toro Pampa
- Col. Marïa Auxiliadora

## Transporte
El transporte fluvial es el más utilizado para llegar hasta Fuerte Olimpo. Se utiliza la lancha Aquidabán, que parte semanalmente de Concepción con carga y pasajeros y va hasta Bahía Negra.
También se puede llegar a la ciudad por la Ruta IX «Transchaco» hasta «Cruce Pioneros», en el km 410, desde allí se toma una ruta no pavimentada hasta Fuerte Olimpo, 365 km.
Otra opción es llegar hasta Loma Plata, en el km 445 y de ahí partir por una ruta no pavimentada, de 365 km.
La última opción de llegar hasta Fuerte Olimpo es por vía aérea, el SETAM (Servicio de Transporte Aéreo Militar) realiza vuelos regulares los días miércoles. El viaje dura un promedio de 2 horas y media. Cabe destacar que esta opción está sujeta a factores como la condición climática. Por otra parte, es importante mencionar que desde el año 2018 la pista de aviación de dicho aeropuerto se encuentra totalmente pavimentada.

## Patrimonio
- El Fuerte Borbón, de 1792. Edificación de piedra y en uno de los tres cerros de Olimpo
- La Catedral de María Auxiliadora, en la cima de otro cerro; totalmente de piedra.
- El mirador turístico: los tres cerros de Fuerte Olimpo, llamados «Los tres hermanos».
- El Museo Indígena y la Comunidad Indígena Ishir Virgen Santísima, que incluye exhibición de artesanía y bienvenida del chamán.
- A 45 km de Bahía Negra, sobre el río Negro, se alza la Estación Biológica Los Tres Gigantes, que es el primer centro de investigación en el sector paraguayo del Pantanal, que comprende 15.000 ha, administrada por fundación Guyra Paraguay, que es una ONG de defensa y protección de la diversidad biológica.

## Ciudades hermanadas
- Mérida, Venezuela
- Camisano Vicentino, Italia[6]